# Брюстер (Массачусетс)
Брюстер (англ. Brewster) — місто (англ. town) в США, в окрузі Барнстебел штату Массачусетс. Населення — 10 318 осіб (2020).

### Клімат
| Клімат : Брюстер             | Клімат : Брюстер | Клімат : Брюстер | Клімат : Брюстер | Клімат : Брюстер | Клімат : Брюстер | Клімат : Брюстер | Клімат : Брюстер | Клімат : Брюстер | Клімат : Брюстер | Клімат : Брюстер | Клімат : Брюстер | Клімат : Брюстер | Клімат : Брюстер |
| Показник                     | Січ.             | Лют.             | Бер.             | Квіт.            | Трав.            | Черв.            | Лип.             | Серп.            | Вер.             | Жовт.            | Лист.            | Груд.            | Рік              |
| Середній максимум, °C        | 3,1              | 3,9              | 6,8              | 11,1             | 16,3             | 21,4             | 25,0             | 24,6             | 21,2             | 15,9             | 11,3             | 6,3              | 13,9             |
| Середня температура, °C      | −0,7             | 0,1              | 2,9              | 7,3              | 12,4             | 17,6             | 21,2             | 20,9             | 17,4             | 12,0             | 7,6              | 2,4              | 10,1             |
| Середній мінімум, °C         | −4,6             | −3,8             | −0,8             | 3,6              | 8,5              | 13,8             | 17,4             | 17,2             | 13,6             | 8,1              | 3,7              | −1,4             | 6,3              |
| Норма опадів, мм             | 96               | 88               | 116              | 110              | 88               | 91               | 78               | 91               | 94               | 101              | 106              | 104              | 1163             |
| Вологість повітря, %         | 71.6             | 69.9             | 68.3             | 71.1             | 73.7             | 76.8             | 79.1             | 79.6             | 78.5             | 75.4             | 71.7             | 71.0             | 73.9             |
| ---------------------------- | ---------------- | ---------------- | ---------------- | ---------------- | ---------------- | ---------------- | ---------------- | ---------------- | ---------------- | ---------------- | ---------------- | ---------------- | ---------------- |
| Джерело: PRISM Climate Group |                  |                  |                  |                  |                  |                  |                  |                  |                  |                  |                  |                  |                  |

## Демографія
Згідно з переписом 2010 року, у місті мешкало 9820 осіб у 4383 домогосподарствах у складі 2785 родин. Було 7948 помешкань
Расовий склад населення:
| - 96,7 % — білих - 0,9 % — азіатів - 0,7 % — чорних або афроамериканців - 0,2 % — корінних американців |

До двох чи більше рас належало 1,0 %. Частка іспаномовних становила 1,7 % від усіх жителів.
За віковим діапазоном населення розподілялося таким чином: 16,3 % — особи молодші 18 років, 55,6 % — особи у віці 18—64 років, 28,1 % — особи у віці 65 років та старші. Медіана віку мешканця становила 53,5 року. На 100 осіб жіночої статі у місті припадало 86,3 чоловіків;  на 100 жінок у віці від 18 років та старших — 83,3 чоловіків також старших 18 років.
Середній дохід на одне домашнє господарство  становив 98 167 доларів США (медіана — 69 479), а середній дохід на одну сім'ю — 112 698 доларів (медіана — 82 586). Медіана доходів становила 61 750 доларів для чоловіків та 52 197 доларів для жінок. За межею бідності перебувало 4,8 % осіб, у тому числі 6,3 % дітей у віці до 18 років та 0,9 % осіб у віці 65 років та старших.
Цивільне працевлаштоване населення становило 4681 особа. Основні галузі зайнятості: освіта, охорона здоров'я та соціальна допомога — 27,5 %, науковці, спеціалісти, менеджери — 17,2 %, будівництво — 12,1 %, роздрібна торгівля — 9,6 %.